# Vila Mánes I
Vila Mánes I, původně Depandance Doktor Müller II, event. psáno Depandance Dr. Müller II, po druhé světové válce Léčebný ústav Zdeňka Nejedlého, se nachází v Křížíkově ulici 1352/13 ve vilové čtvrti Westend v Karlových Varech. Nechal si ji v roce 1930 postavit karlovarský lékař Isidor Müller. Projekt vyhotovil architekt Paul Schauffuss, stavitel je neznámý. Vila je dnes hlavní budovou lázeňské léčebny Mánes.

## Historie
Karlovarský lékař Isidor Müller vlastnil od roku 1929 za výletní restaurací Malé Versailles v tehdejší ulici Lorda Findlatera (dnes Křižíkově) lázeňské sanatorium, které již tvořily dvě budovy – dnešní vila Eden I a vila Eden II. Lůžková kapacita sanatoria však stále nebyla dostačující, a tak doktor Müller v letech 1929–1930 postavil naproti přes ulici další vilu. Nazval ji Depandance Dr. Müller II. Projekt vypracoval karlovarský architekt a stavitel Paul Schauffuss, tentýž architekt, který již projektoval obě předchozí Müllerovy stavby.
V roce 1932 byl objekt prodán. Novým vlastníkem se stala instituce Léčebný fond veřejných zaměstnanců v Praze, která zde rovněž provozovala lázeňskou léčebnu. Příliv pojištěnců však přesahoval kapacitní možnosti budovy, a vlastník proto požádal karlovarský stavební úřad o povolení k dostavbě sanatoria. Městská rada žádost zamítla. Vlastník problém vyřešil zakoupením sousedního volného pozemku, kde v roce 1937 postavil novou budovu s názvem Depandance Léčebného fondu veřejných zaměstnanců, dnešní Mánes II.
Po roce 1948 byla vila zestátněna. Nejprve patřila Ústřednímu svazu nemocenských pojišťoven a poté odborům. V roce 1957 byl založen podnik Československé státní lázně a budova, jako většina ostatních lázeňských zařízení v Karlových Varech, připadla tomuto podniku. Dostala název Léčebný ústav Zdeňka Nejedlého.
Od roku 1991 zde byla umístěna dětská a dorostová léčebna, jediná svého druhu v České republice. Zahrnovala i sousední vily, dnešní Eden I, Eden II, Mánes II, vilu Čapek a vilu Mimosa. V roce 1999 byly služby sanatoria Mánes rozšířeny o léčbu dospělých a cizinců.
Vila se nyní jmenuje Mánes I. V současnosti (březen 2021) je budova čp. 1352 evidována jako objekt občanské vybavenosti ve vlastnictví České republiky, příslušnost hospodařit s majetkem státu má od 1. ledna 2021 příspěvková organizace Léčebné lázně Lázně Kynžvart.

## Popis

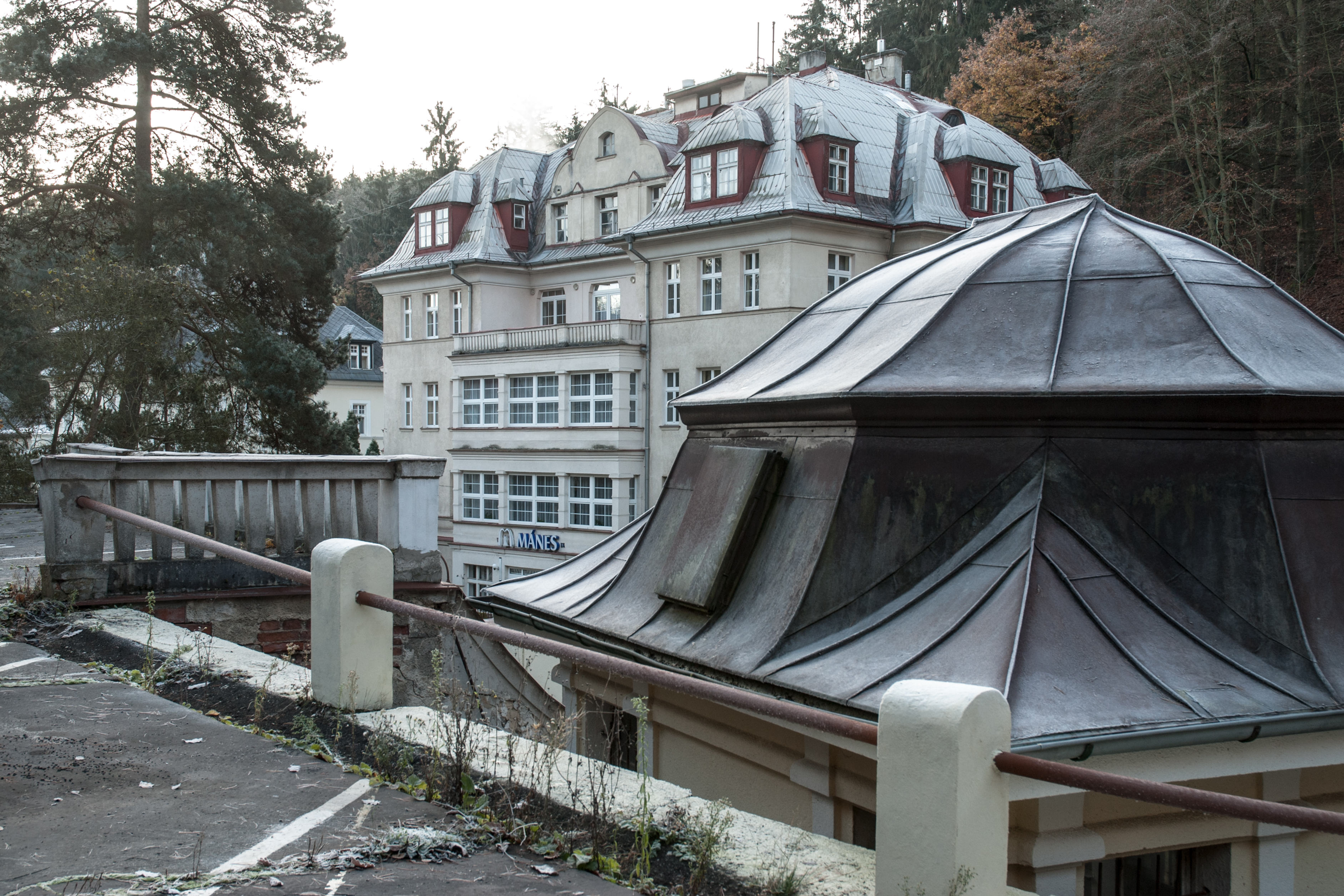
Mánes I, v popředí pavilon s projmutou mansardovou střechou, listopad 2020

Vila se nachází ve čtvrti Westend v Křižíkově ulici 1352/13 na samém okraji karlovarských lázeňských lesů. Jedná se o třípatrový objekt s obytným podkrovím a využitým suterénem (kuchyně, jídelny). Uliční průčelí s nárožními rizality mezi sebou svíraly původně plně otevřené arkádové lodžie, které nový vlastník, Léčebný fond veřejných zaměstnanců, nechal v roce 1932 zasklít. Mansardová střecha je ve střední ose průčelí doplněna zvlněným štítem, pod nímž se ve třetím patře rozprostírá terasa.